# Jaylen Sims
Jaylen Terelle Sims  (Charlotte, Carolina del Norte, 11 de diciembre de 1998) es un baloncestista estadounidense que pertenece a la plantilla de los Charlotte Hornets de la NBA. Con 1,98 metros de estatura, juega en la posición de escolta.

## Trayectoria deportiva

### Universidad
Jugó cuatro temporadas con los Seahawks de la Universidad de Carolina del Norte en Wilmington, en las que promedió 12,1 puntos, 4,8 rebotes y 1,6 asistencias por partido. En su temporada senior lideró a su equipo en puntos (16,4), rebotes (5,5) y asistencias (2,4), siendo incluido en el mejor quinteto de la Colonial Athletic Association.

#### Estadísticas
| Año     | Equipo         | PJ  | PT | MPP  | %TC  | %3P  | %TL  | RPP | APP | ROB | TPP | PPP  |
| ------- | -------------- | --- | -- | ---- | ---- | ---- | ---- | --- | --- | --- | --- | ---- |
| 2018–19 | UNC Wilmington | 32  | 4  | 18.9 | .399 | .349 | .724 | 3.0 | 0.9 | 0.4 | 0.3 | 5.7  |
| 2019–20 | UNC Wilmington | 32  | 24 | 30.5 | .376 | .350 | .659 | 5.4 | 1.2 | 0.6 | 0.1 | 11.8 |
| 2020–21 | UNC Wilmington | 12  | 9  | 34.0 | .438 | .382 | .776 | 5.3 | 1.8 | 0.8 | 0.1 | 17.8 |
| 2021–22 | UNC Wilmington | 33  | 33 | 34.5 | .383 | .357 | .820 | 5.8 | 2.4 | 1.2 | 0.2 | 16.4 |
| Total   | Total          | 112 | 70 | 28.9 | .391 | .356 | .758 | 4.8 | 1.6 | 0.8 | 0.2 | 12.1 |

### Profesional
Tras no ser elegido en el Draft de la NBA de 2022, se unió a Toronto Raptors para disputar la liga de verano de la NBA. El 12 de septiembre firmó con los Charlotte Hornets, el equipo de su ciudad natal. Sims apareció en un partido de pretemporada antes de ser cortado el 14 de octubre. El 4 de noviembre de 2022 fue incluido en la lista de la noche inaugural del Greensboro Swarm, el equipo filial de los Hornets en la G League. Acabó la temporada promediando 11,0 puntos y 4,3 rebotes por partido.
En julio de 2023 se reincorporó a los Hornets para la Liga de Verano de la NBA y el 5 de septiembre firmó con ellos. Sin embargo, fue despedido el 29 de septiembre, y se reincorporó al Swarm el 29 de octubre. en su segunda temporada mejoró sus estadísticas hasta los 16,6 puntos, 5,9 rebotes y 3,2 asistencias por partido.
El 3 de abril de 2025 firmó un contrato de diez días con los Charlotte Hornets. Debutó al día siguiente ante los Sacramento Kings, logrando 7 puntos, 4 asistencias y un rebote en 21 minutos de juego.

## Estadísticas de su carrera en la NBA

### Temporada regular
| Año     | Equipo    | PJ | PT | MPP  | %TC  | %3P  | %TL  | RPP | APP | ROB | TPP | PPP |
| ------- | --------- | -- | -- | ---- | ---- | ---- | ---- | --- | --- | --- | --- | --- |
| 2024-25 | Charlotte | 6  | 0  | 18.6 | .429 | .400 | .800 | 1.0 | 2.0 | .5  | .2  | 7.0 |
| Total   | Total     | 6  | 0  | 18.6 | .429 | .400 | .800 | 1.0 | 2.0 | .5  | .2  | 7.0 |